# Coppa delle Alpi 1979
La Coppa delle Alpi 1979 è stata la diciannovesima edizione del torneo. Vi hanno partecipato le squadre del campionato francese e svizzero.
Ad aggiudicarsi la competizione fu il Monaco, che vinse per 3-1 la finale disputata contro il Metz.

## Squadre partecipanti
- Bordeaux
- Losanna
- Metz
- Monaco
- Neuchâtel Xamax
- Olympique Lione
- Servette
- Young Boys

## Finale
| Metz 30 agosto 1979                                                               | Metz      | 1 – 3                            | Monaco | Stadio Saint Symphorien (4.400 spett.) |
| \| \| \| \| \| Kasperczak 31’ \| Marcatori \| 68’ Couriol 83’ Ricort 88’ Milla \| |           |                                  |        |                                        |
|                                                                                   |           |                                  |        |                                        |
| Kasperczak 31’                                                                    | Marcatori | 68’ Couriol 83’ Ricort 88’ Milla |        |                                        |